# Nogent-sur-Marne
Nogent-sur-Marne település Franciaországban, Val-de-Marne megyében. Lakosainak száma 32 998 fő (2022. január 1.). Nogent-sur-Marne Párizs, Fontenay-sous-Bois, Le Perreux-sur-Marne, Champigny-sur-Marne és Joinville-le-Pont községekkel határos.

## Népesség
A település népességének változása:
| Lakosok száma | 1198 | 9491 | 31 367 | 31 550 | 32 195 | 32 922 | 34 042 | 33 578 | 33 472 | 32 998 |
|               | 1792 | 1881 | 2013   | 2015   | 2016   | 2018   | 2019   | 2020   | 2021   | 2022   |

## Híres szülöttei
- Jean Giraud (Mœbius) (1938) – képzőművész, karikaturista, író
- Thierry Tusseau (1958) – Európa-bajnok francia labdarúgó
- Maxime Vachier-Lagrave (1990) – sakknagymester